# 2171 Київ
2171 Ки́їв — астероїд головного поясу, відкритий в 1973 році Тамарою Смирновою в Кримській астрофізичній обсерваторії. Названий на честь міста Київ з нагоди його 1500-річчя. Астероїд є подвійним.

## Відкриття й назва
Астероїд був відкритий 28 серпня 1973 року Тамарою Смирновою в Кримській астрофізичній обсерваторії у селищі Научний в Криму.
Він отримав тимчасове позначення 1973 QD1. Тут Q означає другу половину серпня, а D1 означає, що астероїд був 29-м відкритим у другій половині серпня.
Потім астероїд отримав номер 2171 (бо був 2171-м астероїдом з добре визначеною орбітою) і постійну назву Київ (з нагоди 1500-річчя Києва). Оскільки тоді в англійській мові вживалась русифікована назва міста (Kiev), так само була записана й назва астероїда. Це ім'я астероїда донині є офіційним в англомовній науковій літературі, хоч для назви міста загальноприйнятим вже стало українізоване написання (Kyiv).

## Супутник
Астероїд має супутник діаметром щонайменше 1,88 км, який обертається на відстані 17 км від центра головного тіла, роблячи один оберт за 22 години 58 хвилин.